# 하이웨이 (노래)
〈하이웨이〉 (ハイウェイ Highway[*])는 일본의 록 밴드 쿠루리의 12번째 싱글이다. 스피드스타 레코드를 통해 2003년 11월 5일에 발매되었으며, 같은 날 발매된 영화 《조제, 호랑이 그리고 물고기들》의 사운드트랙에도 수록되어 있다.

## 제작
영화 《조제, 호랑이 그리고 물고기들》의 사운드트랙을 담당한 쿠루리가 주제가로 제작한 노래이다. 싱글에는 〈하이웨이〉 한 곡만 들어있기 때문에 가격이 보통 싱글보다 절반 이상 낮다.

## 뮤직 비디오
다케우치 데쓰로가 감독을 맡았으며 츠마부키 사토시가 출연했다. 츠마부키가 자전거에서 오토바이, 트럭, 유치원 버스, 소방차로 탈 것을 차례차례 갈아타는 모습을 그렸는데 츠마부키는 어린 아이에게만 보인다는 설정으로, 노래가 사용된 영화와 비슷한 분위기의 단편 영화같은 세세한 연출이 특징이다.

## 수록곡
1. 하이웨이 (ハイウェイ Highway[*])